# Петров, Юрий Анатольевич (футболист, 1974)
Юрий Анатольевич Петров (18 июля 1974, Кривой Рог, Днепропетровская область — 28 апреля 2023, Тилбург, Северный Брабант) — советский, российский и украинский футболист, нападающий.

## Биография
Воспитанник ШИСП «Днепр» Днепропетровск. В 16 лет дебютировал в профессиональном футболе, став в 1991 году в составе днепропетровского «Днепра» одним из самых молодых игроков за всю историю чемпионатов СССР. В 1992 году, проведя 5 матчей в составе «Спартака», стал чемпионом России.
Один из 16 футболистов, кому удалось забить в 17 лет в высшей лиге чемпионата России. Забил свой первый гол 17 мая 1992 года в возрасте 17 лет 303 дня.
В 1994—2003 годах выступал за клубы Нидерландов. В 2003—2006 годах играл в первенствах России и Украины, в 2006 году вернулся в Нидерланды, где два года играл за любительский клуб АСВХ.
После завершения карьеры футболиста проживал в Нидерландах.
Умер 28 апреля 2023 года.

## Достижения
- Чемпион России (1992)
- Победитель Кубка СССР (1992)
- Бронзовый призёр чемпионата Голландии (1997)